# Eria ancorifera
Eria ancorifera är en orkidéart som beskrevs av Johannes Jacobus Smith. Eria ancorifera ingår i släktet Eria och familjen orkidéer. Inga underarter finns listade i Catalogue of Life.